# Czech Tour
El Czech Tour, anteriorment Sazka Tour i Czech Cycling Tour, és una cursa ciclista que es disputa a la República Txeca. La cursa es creà el 2010 i des del 2011 forma part de l'UCI Europa Tour.

## Palmarès
| Any                    | Vencedor          | Segon                      | Tercer                |
| ---------------------- | ----------------- | -------------------------- | --------------------- |
| Czech Cycling Tour     |                   |                            |                       |
| 2010                   | Leopold König     | Tomáš Bucháček             | Milan Kadlec          |
| edicions amateurs      |                   |                            |                       |
| 2011                   | Stanislav Kozubek | Dariusz Baranowski         | Jiří Hudeček          |
| edicions professionals |                   |                            |                       |
| 2012                   | František Padour  | Pàvel Koixetkov            | Sven Van Luijk        |
| 2013                   | Leopold König     | Kristian Haugaard          | Sven Van Luijk        |
| 2014                   | Martin Mortensen  | Nicolas Baldo              | Maroš Kováč           |
| 2015                   | Petr Vakoč        | Jan Bárta                  | Zdeněk Štybar         |
| 2016                   | Diego Ulissi      | Sebastian Langeveld        | Davide Rebellin       |
| 2017                   | Josef Černý       | Jan Bárta                  | Jan Tratnik           |
| 2018                   | Riccardo Zoidl    | Andreas Schillinger        | Aleksejs Saramotins   |
| 2019                   | Daryl Impey       | Lucas Hamilton             | Michael Kukrle        |
| 2020                   | Damien Howson     | Jack Bauer                 | Markus Hoelgaard      |
| Sazka Tour             |                   |                            |                       |
| 2021                   | Filippo Zana      | Tobias Halland Johannessen | Rein Taaramäe         |
| 2022                   | Lorenzo Rota      | Anthon Charmig             | Kevin Colleoni        |
| 2023                   | Florian Lipowitz  | Ben Zwiehoff               | Jakub Otruba          |
| Czech Tour             |                   |                            |                       |
| 2024                   | Marc Hirschi      | Diego Ulissi               | Sergio Higuita García |